# Alice Rühle-Gerstelová
Alice Rühle-Gerstelová (24. březen 1894 Praha – 24. červen 1943 Ciudad de México) byla česká, německá a rakouská spisovatelka, novinářka, psycholožka, levicová aktivistka a feministka. Pocházela z rodiny Gerstel, která stála za založením nábytkářské firmy Gerstel, jedním z předních výrobců nábytku v Československu.

## Životopis
Narodila se v pražské židovské německy a zároveň i česky hovořící rodině Emila Gerstela, která úspěšně podnikala v prodeji a později i výrobě nábytku. Členové rodiny se zpravidla věnovali podnikání. Stejně jako její bratr Friedrich Gerstel (často psaný jako Bedřich Gerstel), vystudovala Alice v Praze gymnázium. Pak se však vydala jinou cestou, studovala na dívčí internátní škole v Drážďanech a poté si ještě dodělala učitelský seminář v Praze. Již tehdy se stýkala v Praze s významnými německojazyčnými autory, jakými byli Franz Werfel a Egon Erwin Kisch. Za první světové války pracovala jako zdravotní sestra v polních nemocnicích. Roku 1917 začala studovat literaturu a psychologii na univerzitách v Praze a od roku 1918 v Mnichově. Absolvovala roku 1921, diplomovou práci věnovala Friedrichu Schlegelovi. V Německu již zůstala a vdala se za Otto Rühleho, levicového aktivistu a žáka Alfreda Adlera. 
Spolu s manželem se nadchla jak pro marxismus, tak pro Adlerovu individuální psychologii (jak Adler začal říkat svému učení, když odpadl od svého učitele Sigmunda Freuda), v Drážďanech dokonce založila organizaci, která měla obě učení skloubit. V té době napsala i některé práce na toto téma (Freud und Adler. Elementare Einführung in Psychoanalyse und Individualpsychologie, 1924; Der Weg zum Wir. Versuch einer Verbindung von Marxismus und Individualpsychologie, 1927). Ve 30. letech se začala stále více zabývat ženskou otázkou a feminismem (práce Das Frauenproblem der Gegenwart – Eine psychologische Bilanz, 1932). V roce 1932, v důsledku rostoucí moci nacistů v Německu, raději odešla zpět do Prahy. Zde se stala redaktorkou německy psaných novin Prager Tagblatt, přispívala do jejich dětské přílohy. V Praze napsala též autobiografický a zjevně antistalinistický román Der Umbruch oder Hanna und die Freiheit a navázala velmi blízké přátelství s českou novinářkou Milenou Jesenskou. V roce 1936 se rozhodla spolu se svým mužem odejít pryč z Evropy. Předtím se za oceán přestěhovala její sestra Susanne (Zuzana) se svým mužem, obchodníkem Pavlem Sonnenscheinem, rovněž odešla ve 30. letech za oceán, nejprve do Brazílie a později do USA.
Manželé Rühleovi však odešli na pozvání prezidenta mexického prezidenta Lázara Cardenáse, takže jejich postavení bylo prominentní. Rühle-Gerstelová pro Cardenáse připravovala školskou reformu, krom toho pracovala jako překladatelka pro mexickou vládu a novinářka v odborářském tisku. Byla součástí okruhu kolem Lva Trockého, Fridy Kahlo a Diega Rivery. Pro Trockého s manželem i pracovali, což vedlo k útokům Stalinovi věrných komunistických kruhů. V roce 1943, v den, kdy zemřel její manžel, spáchala sebevraždu. V dopise na rozloučenou žádala rodinného přítele, aby zorganizoval společný pohřeb a odkázala mu veškerou literární pozůstalost, včetně rukopisu knihy Der Umbruch oder Hanna und die Freiheit (v Německu poprvé vydán v roce 1984, v českém překladu v roce 2000 pod názvem Pražský exil Hanny Aschbachové).